# Famille nucléaire

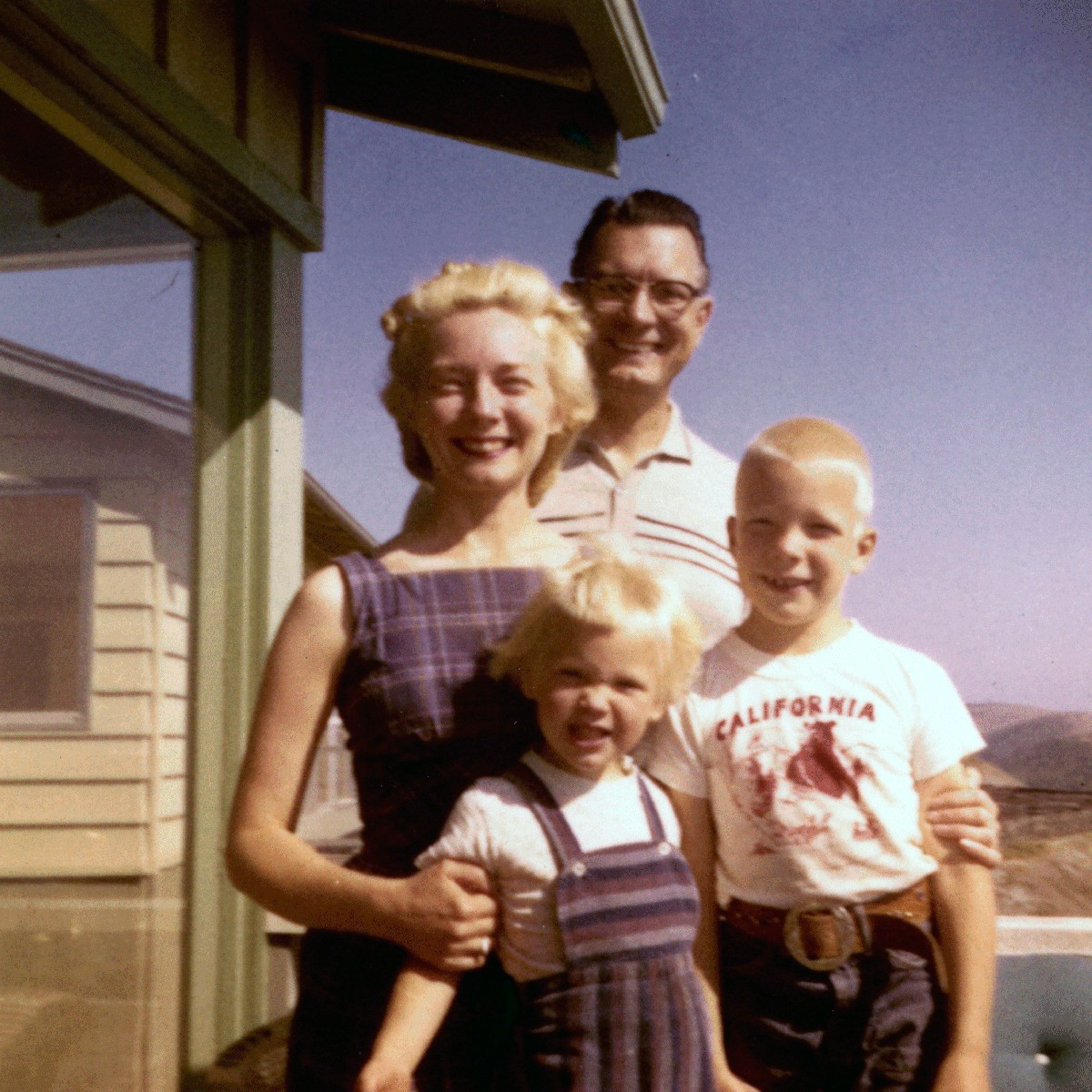
Un couple et des enfants : la famille nucléaire

Une famille nucléaire est une forme de structure familiale fondée sur la notion de couple, soit un « ensemble de deux personnes liées par une volonté de former une communauté matérielle et affective, potentiellement concrétisée par une relation sexuelle conforme à la loi ». La famille nucléaire correspond donc à une famille regroupant deux adultes mariés ou non avec ou sans enfant. Cette structure familiale se distingue de la famille élargie et de la famille polygame.
La famille nucléaire est le modèle familial le plus répandu de la société occidentale, directement héritière de la société romaine dans laquelle le couple monogame est à la base de la structure familiale. Selon les époques, ce couple monogame a pu être exclusivement hétérosexuel (période médiévale) ou à la fois homosexuel et hétérosexuel (Rome antique, époque contemporaine).
Dans une définition plus restreinte, la famille nucléaire est aussi un terme utilisé par Emmanuel Todd dans les essais où il caractérise les différents systèmes familiaux sur la planète,. La famille nucléaire selon Todd est définie par une relation parents-enfants libérale. Elle aboutit à la fondation d'un nouveau foyer par les enfants dès lors qu'ils deviennent parents et a pour résultat la non-cohabitation de plus de deux générations, c'est-à-dire la famille nucléaire en tant que « structure » familiale.

## Origine de la famille nucléaire
Bien que le concept de la famille nucléaire soit déjà présent dans l'Antiquité égyptienne en Mésopotamie, le terme n'est utilisé qu'au début des années 1920 afin de définir un nouveau type de famille,. Le sociologue Frédéric Leplay nomme la famille nucléaire la famille instable. Elle était décrite comme instable, car les enfants quittent leur foyer lorsqu’ils sont mariés.
Le mot «nucléaire» est utilisé pour le mot «noyau» en latin, soit «nucleus». Le noyau représente les parents qui sont le centre de la famille, car la famille nucléaire était auparavant composée de la mère qui était au foyer, du père qui travaille et des enfants. Dans ce modèle de famille, les parents sont la base de la famille. Le terme «famille nucléaire» réfère à une famille dans laquelle les parents sont le pilier. Avant l'extension de la famille nucléaire, la famille élargie était  le type de famille majoritaire. La famille nucléaire s’est popularisée dans les années 1950.  
Le contexte socio-économique d’après la guerre froide a favorisé la transition du modèle de la famille élargie à la famille nucléaire à la suite des nombreux changements économiques, géographiques et démographiques qui se sont produits lors des Trente Glorieuses. Le boom économique diminuait le coût de la vie grâce à la baisse des impôts, ce qui permit à une vaste partie de la population d'épargner. L’exode rural a fait en sorte que les gens ont commencé à quitter la campagne pour aller habiter en ville, ce qui a permis de développer celles-ci ainsi que plus tard créer les banlieues. Le baby-boom, lié à l’accroissement des familles, a augmenté le nombre de personnes de la classe moyenne. Cela a fait en sorte que le type de la famille nucléaire est devenu la réalité quotidienne de la plupart des ménages. Ce sont ces changements sociaux qui ont mené à la popularisation de la famille nucléaire.  

## La famille nucléaire au Canada et au Québec
Aujourd’hui, la famille nucléaire est le modèle le plus présent au sein des familles canadiennes et québécoises. Elle représente 55% des familles du Canada et 70% des familles du Québec. Certains changements ont eu lieu entre le début de la famille nucléaire et aujourd'hui. Une des différences marquantes pour la famille nucléaire est le fait que les tâches à la maison sont maintenant séparées entre l’homme et la femme, et la femme peut maintenant intégrer pleinement le marché du travail. Il y a d'autres sous-types de familles nucléaires, soit la famille nucléaire monoparentale, la famille nucléaire homoparentale et la famille nucléaire recomposée. De plus en plus de familles nucléaires se recomposent, soit 7% des familles canadiennes et 8,4% des familles québécoises .

## Les effets de la Révolution française sur la famille
La famille industrielle se distingue de la famille élargie, structure coutumière hiérarchisée sous l’autorité d’un chef, souvent l’aîné. Ce modèle domestique regroupait les fils mariés, leurs épouses et leurs enfants et  valorisait les liens de parenté, la transmission du patrimoine et les traditions. Avec la famille industrielle, l’égalité entre les sexes et les générations s’affirme, diminuant les rôles du « chef de famille ». Les institutions telles que le mariage et la religion deviennent au service de l’individu.
En 1790, le principe d’égalité dans les héritages entre les femmes et les hommes est établi, et le privilège du droit d’aînesse, qui favorisait l’héritier le plus âgé dans les successions féodales est aboli. En France, la loi sur le divorce de 1792 leur permet de s’épouser ou de divorcer librement, considérant le mariage comme un engagement réciproque entre deux individus. Le mariage est uniquement considéré comme un contrat civil. Par conséquent, les enfants majeurs de plus de 21 ans acquièrent le droit de s’épouser librement, sans l’approbation préalable de leurs parents. Avec ces lois révolutionnaires, la soumission quasi totale des femmes diminue, leur accordant également le droit de mettre fin à leur mariage. Cela leur confère un pouvoir juridique leur permettant de s’opposer aux attitudes dominatrices de leurs époux . L’individualisme s’impose progressivement comme une caractéristique marquante des sociétés modernes. Il se manifeste dans les conflits où l’intérêt personnel prime sur les liens familiaux, mais aussi dans des choix personnels en rupture avec les traditions, comme l’attribution des prénoms, qui privilégie l’identité individuelle au détriment de l’identification au groupe familial. L’individualisme s’exprime par le rejet implicite des contraintes collectives, par les unions libres, le concubinage ou la distanciation par rapport à la religion, reflétant une quête d’épanouissement personnel dissocié du cadre social traditionnel.